# 財神

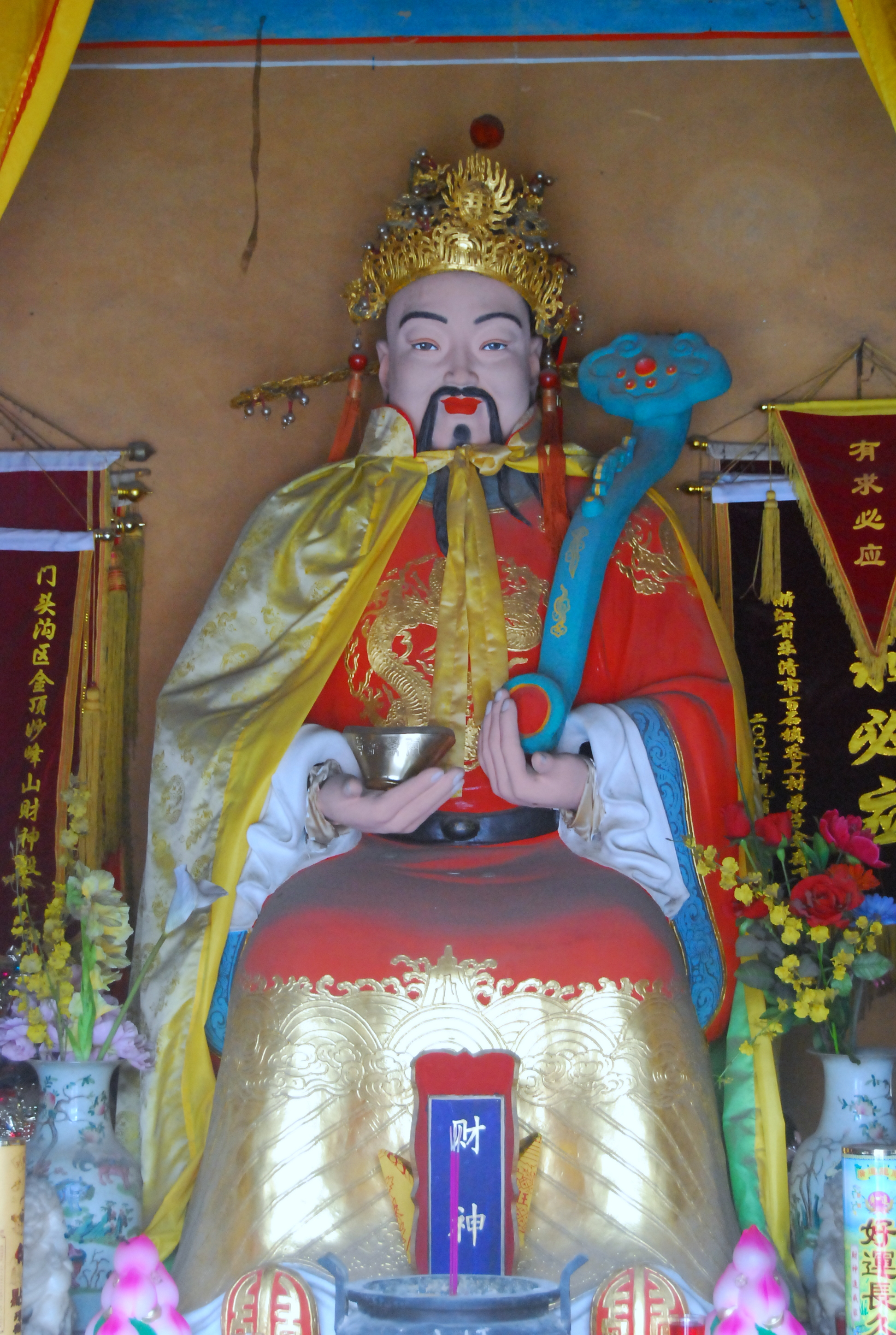
北京妙峰山娘娘廟供奉的財神

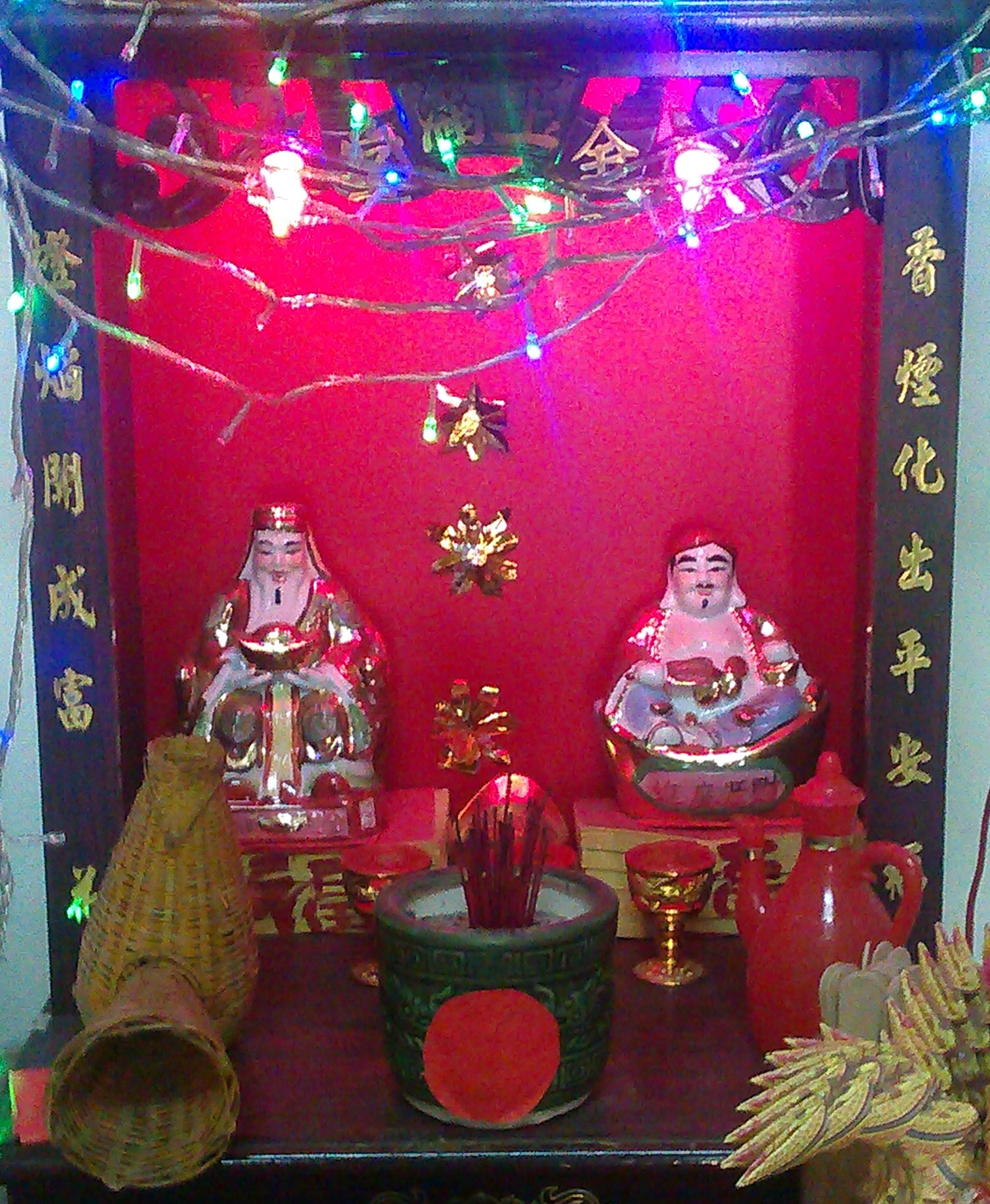
越南人祭祀的財神爺

財神是掌管金錢與財富的神明。財富是人類共同的需求與夢想，大多數的宗教也都有滿足信徒求財的儀式，在中国大陆、港澳與台灣、东南亚等地民间广泛尊崇，不同的地區、不同的行業，都會信奉不同的財神。

## 道教與民間的財神

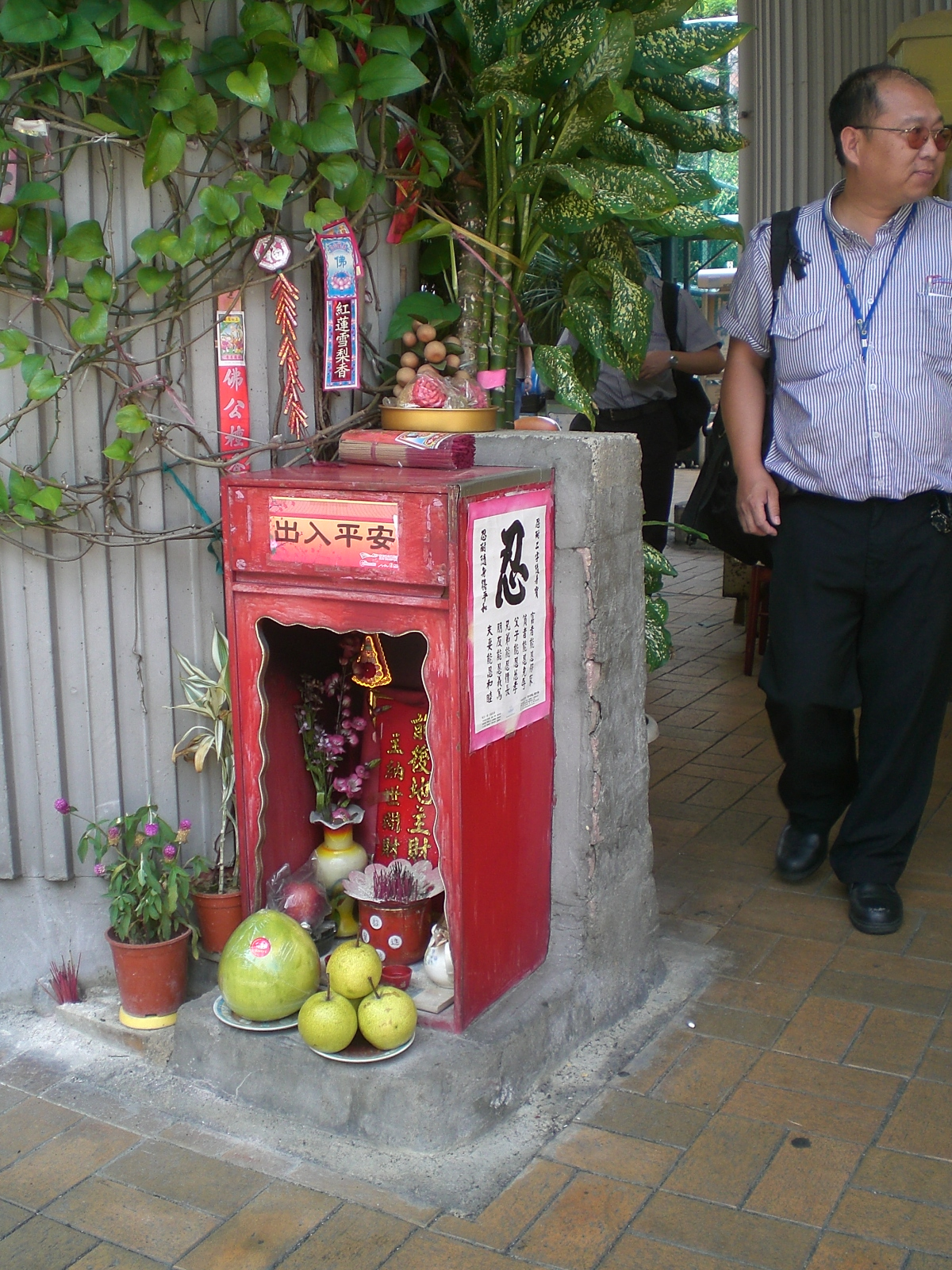
香港款式的土地財神之神位

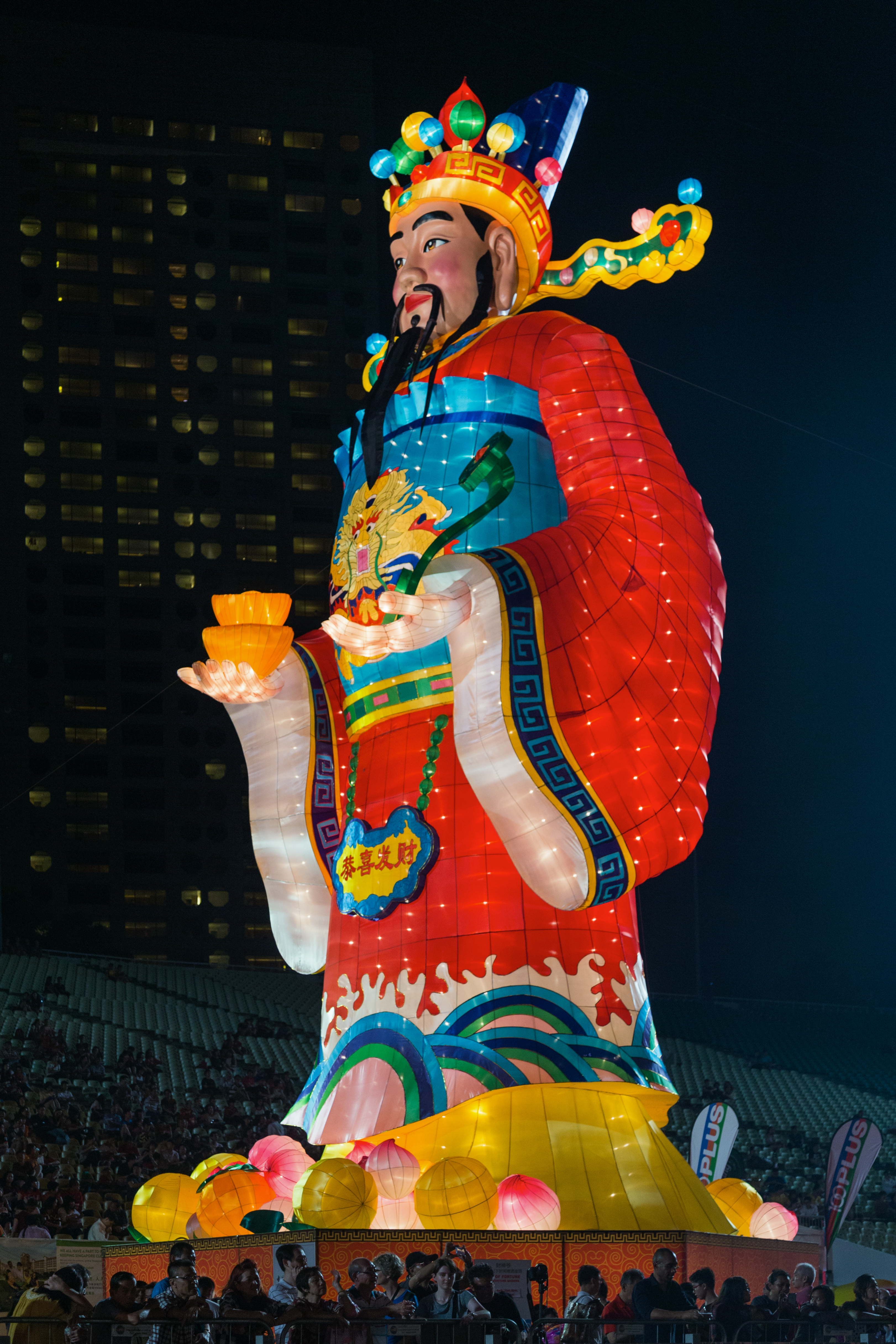
財神的裝飾（2016年新加坡）

不同的地方、行业供奉的財神均不一定，通常分為「文財神」與「武財神」兩類，農夫、文職人員信奉的多是文財神；經商者則信仰武財神。文財神包含比干、陶朱公范蠡等，武財神則包含玄壇真君趙公明、關聖帝君關公等。「文財神」與「武財神」又合称为“正财神”，“正财神”之外还有“偏财神”，如五路財神等。民间说法认为指引人们走正路的是“正财神”，指引人们走旁门左道发横财的就是“偏财神”。

### 武财神

#### 赵公明

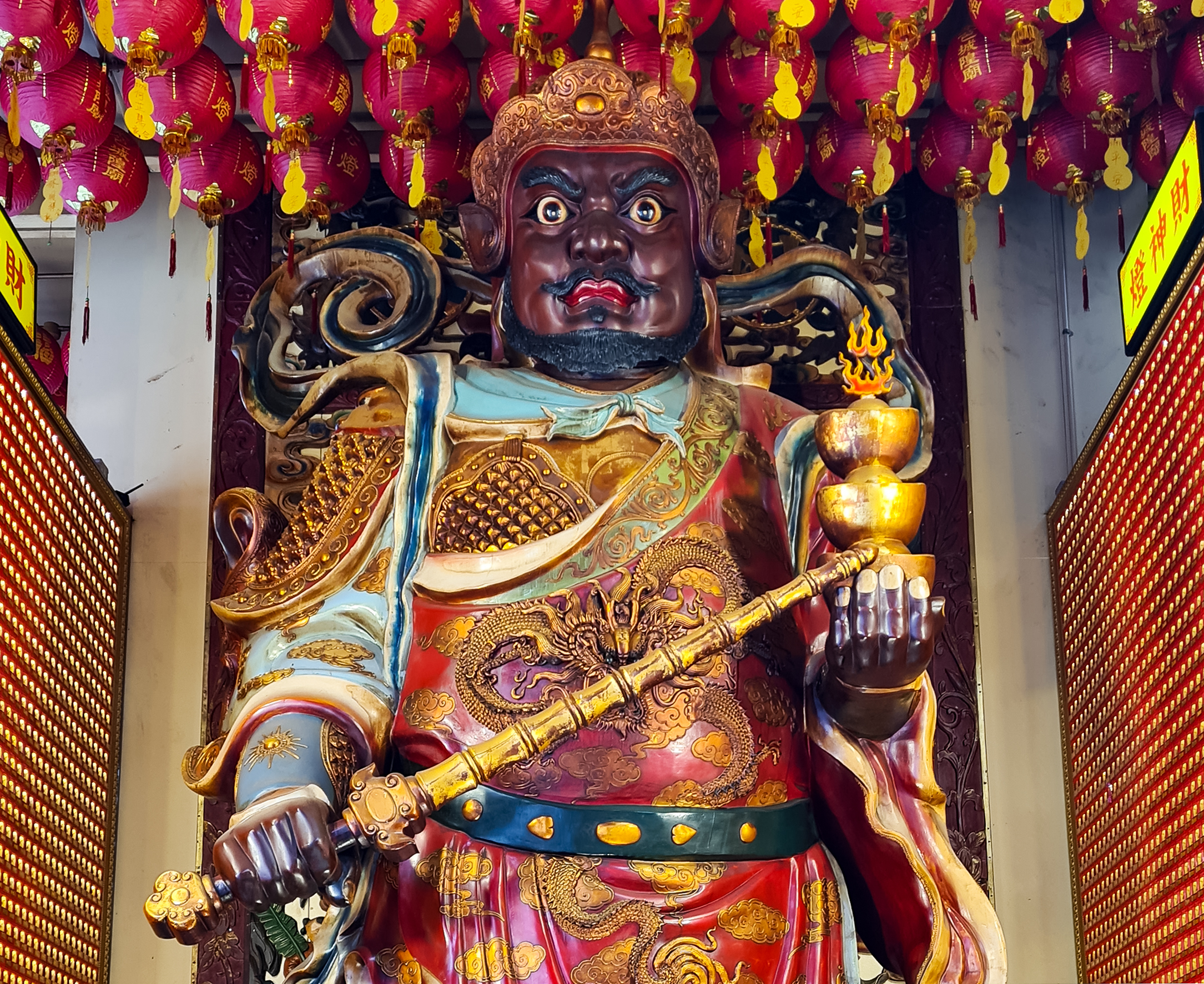
新加坡的财神赵公明像

中国民间信仰的诸多财神中，赵公明是最为常见的财神。他原是道教中的护法神，隋唐之后奉为瘟神，元明之后逐渐演变为财神。在《三教搜神大全》中，他既是瘟神，又是掌管买卖公平得利的财神。元代刻版的《搜神广记》更称赵公明“买卖求财，公能使之宜利合和”。元代时上海嘉定就有元坛祠祭祀赵公明。明代小说《封神演义》中峨眉山道人赵公明死后被姜子牙封为玄坛真君，手下又有招财、纳珍、招宝、利市四名司财部下，进一步确立了赵公明的财神地位，玄坛庙在江浙一带的商业城市大量出现。:3-7
明代时西亚与中国商贸往来频繁，这些信仰伊斯兰教的西亚商人被称为“回回”，开始出现赵公明是回族的说法，在北京、江苏、四川等地供奉他不用猪肉，而用牛肉代之。:8
清朝时民间以三月十五为赵公明诞辰，但也有许多地方以正月初二为其诞辰，当天天没亮就要放鞭炮请财神到家:8。
清朝时的银钱业多奉赵公明为祖师爷。宁波钱庄在正月初五会拜祭赵公明。南昌各家钱庄都会设置神龛供奉赵公明和招财童子，每日早晚敬香，朔望点蜡烛，并在神龛前悬挂一盏油灯，名为长明灯，日夜不熄。:9

#### 关公
关羽自清代以来称为城市各个行业与商业的保护神和财神:14。傳說關聖帝君（關羽）從軍之前，擅長簿記賬法，能保護商業利益。這在台灣、港澳、南洋地區較為普遍。又因為關羽有武聖之稱，所以也被稱為「武財神」。

### 文财神

#### 比干
《封神演義》中比干為商朝忠臣，被紂王剖心而死，民間認為其無心而不偏私，故尊為財神:16。因為比干是一位文臣，所以也被稱為文財神。
民间还有传说赵公明的坐骑黑虎扒开比干的肚子找心，把比干的肚子染黑了，用“比干也黑了肚肠”表达对贫富差别造成的不公无可奈何:17。

#### 范蠡
范蠡為越國政治家，後來棄官經商致富，號稱「陶朱公」，后被尊为财神崇拜。

#### 财帛星君
文财神还有财帛星君，又称增福财神，常与福祿壽三星和喜神列在一起，合称“福祿壽财喜”。其形象多为长发白脸，手捧聚宝盆，“招财进宝”一词即由此而来。:23

#### 姚崇
唐玄宗的宰相姚崇，由於政績良好被敕封為財神。臺灣基隆八斗子財神廟尊其為「文財神」，以每年農曆正月十一日為其聖誕。:31

### 偏财神
也叫横财神，而横财则指非正规途径，靠旁门左道得的财富，电影《运财至叻星》以此发挥。

#### 五路神
一般民间常说的偏财神多指五路財神。五路財神的崇拜盛于明朝，有多种说法:24-27：
- 元末一位禦寇而死的義士「何五路」[7]，死後託夢助人得財，故被奉為財神。
- 把《封神演义》中的赵公明與四名部下：招寶天尊、納珍天尊、利市仙官、招財使者奉为五路財神。在中路财神玄坛真君赵公明圣诞之日，也就是民间俗称的求财日，在台湾中部有财神文化祭和迎中财神的习俗。
- 顧野王第五子，死后封为五显神，后讹为五路神。
- 玉帝殿前的五位香童，投胎后经商，救了龙王三太子后，龙王报恩而富可敌国，被玉帝封为五路財神。
- 五位商人因经商致富，死后被封为五路財神
- 五位劫富济贫的江洋大盗，死后建五哥庙供奉，后成为五路財神，又称五显财神。
- 土地公、马王爷（或牛王爷）、仙姑、财神和灶王爷五位家神合称为五路神，财神只是其中之一，五路神不都是财神。

#### 利市仙官
利市仙官常作为财神的副手形象出现，也有单独作为财神供奉:28。中国北方春节有在门上贴利市仙官画像的习俗。
利市仙官形成于宋朝，明朝《封神演义》故事流传后，将赵公明手下的姚少司作为利市仙官:29-30。

#### 招财童子
招财童子常作为财神的配神形象出现，也是年画的一个常见主题。其起源可能来自于民间剪纸抓钱娃娃，也可能来自于佛教中的善财童子形象。:30-32

#### 和合财神
寒山、拾得兩人為唐太宗時期的高僧，民间传说二人年轻时爱上了同一个女子，寒山得知拾得要与女子结婚，遂出家为僧。拾得听说后找到寒山也一同出家了。后二人被尊为和合二仙，并有“我是招财利市仙，行行步步洒金钱，世人诚意来供奉，管教财利涌如泉”之句，而被人奉为财神。:32
近代民间年画中和合财神的形象则多为两个童子，一个持荷花，一个持宝盒，盒中飞出五只蝙蝠，“荷”与“盒”谐音“和合”，五只蝙蝠寓意五福临门:34。
还有说法认为民间有“和气生财”之说，“和合”的名号非常适合财神:34。

#### 进宝力士
财神像中常有进宝力士画像。其形象多为短装戴草帽，推着一辆满载金银财宝的车子，车上写有“满载而归”字样:35。

### 兼具财神职能的神祗
- 灶君：为家神，守护一家的生命财产，而被视为具有财神的职能[4]:39。
- 劉海蟾：民間稱之為劉海，為道教全真道北五祖之一，由於其道「劉海戲金蟾」之傳說，使劉海被視為財神[6]:39-40。其形象为一个童子用彩线串着铜钱，正在戏弄三足金蟾。民间有“劉海戲金蟾，步步钓金钱”的俗语。[4]:43-46
- 福祿壽三仙：又稱三星，中國著名的三位神明：福星、祿星、壽星，代表吉利。
- 赐福天官也即福星，因“福”有富贵之意，除了与祿壽并祀之外，也被单独作为财神供奉。[4]:49-50
- 土地公：華人觀念認為「有土斯有財」，故認為土地公可以為人民帶來財富[來源請求]。
- 地主神：古稱中霤神，是守護住宅之神，故有守財的意義。香港有供奉土地財神的习俗，常設立「門口地主財神」神位；東南亞華人則有「五方五土龍神、前後地主財神」或「五方五土龍神、唐番地主財神」等神位。[來源請求]
- 「鍾呂二仙」：即鍾離權與吕洞宾。有一些金礦工人或商人，因相傳二人能「點石成金」，故奉二仙為保護神、財神。[9]

### 其他财神
- 石崇：由於富有而被尊為「季倫財神」（季倫為其表字），臺灣臺北市關渡宮財神洞中奉祀之。新北市石門區代天府聖明宮北海發財廟則尊其為十路財神之一的「金財神」。[6]:58
- 沈萬三：民間傳說明朝商人沈萬三致富的原因是因為“聚寶盆”，說沈氏獲得了一隻聚寶盆，不管將什麼東西放在盆內，都能複製成數倍，故沈因而富甲天下。臺灣臺北市關渡宮財神洞供奉萬山財神，新北市石門區代天府聖明宮北海發財廟尊其為十路財神之一的「招財王」。[6]:54
- 金元七：原為江浙地區的水神，封總管、利濟侯。天花之神，後轉化為財神。[10]

## 佛教中的財神
佛教要求信徒去除貪慾，甚至鼓勵拋棄所有世俗財富過著簡樸的出家生活。從教義上來看，佛教教導人們離苦得樂，財富或許能解決人們一些物質上的苦，但只有智慧才能引導人們真正脫離各種痛苦，因此教義上，智慧被視為最高的財富，如《瑜伽師地論》以信佛、持戒、慚、愧、聞法、佈施、慧為七聖財，四種資具為非聖財。
然而，佛教雖然教導人們過簡樸和清淨的生活，但在修行的過程中需要社會力量的認同與支持，因此權貴者與富人的護持是非常重要的。釋迦牟尼剛成道的時候因為得到舍衛城給孤獨長者（Sudatta）供養的祇園精舍，才得以建立僧院，後來佛教能傳播到印度和世界各地，也受到各國國王和大施主的支持，同樣的，佛弟子不管是出家僧團或在家修行，也都需要金錢的護持，如閉關、讀佛學院、翻譯經典、建立修行道場等等，所需的金錢，除了在家眾部份自己經營所得外，更多的是要靠他人的支持，尤其是出家僧團更是全部依於施主的護持。
另外還有幾種佛教財神源自於印度或西藏，在佛教的傳播過程中，印度各種民間信仰中的財神如藥叉神(Kubela)、象鼻天(Ganesa)、財續母(vasudhara)等，以及西藏和各地的具有財神屬性的神祇，都被組織起來，並賦予佛教上的涵義，成為佛教的護法或本尊。

### 地藏菩薩
佛教认为地藏菩薩能满足众生在世间的一切愿望:52，“每日念菩薩名千遍，至於千日，是人當得菩薩遣所在土地鬼神，終身衛護，現世衣食豐溢”。

### 丰财菩萨
丰财菩萨又名资财主菩萨，能够施予祈求者福德、智慧和资财:53。
其形象多为左手持两朵莲花，一朵已开，一朵未开；右手仰掌举在肩旁，屈无名指和小指，跏趺坐在红莲花上:53。

### 持世菩薩
据说持世菩薩能降下无量财宝，保持时间丰饶，故名“持世”。佛教认为，诵念其真言「雨寶陀羅尼」能得財寶。:54-55

### 莲师财神
莲师财神即蓮花生大士，据说蓮花生为了解除众生贫穷，将莲师财神法传授给佛母依喜措嘉及其眷属。受莲师财神灌顶，可财源广进。:56

### 五姓財神
五姓財神是藏传佛教所供奉的财神的总称，分别是黃、白、黑、紅、綠五種顏色的五尊財神:59。

### 其他

#### 佛菩薩
- 藥師如來：《藥師經》中載藥師如來所發十二大願中，第三願為：「願我來世得菩提時，以無量無邊智慧方便，令諸眾生皆得無盡所受用物，莫令眾生有所乏少」、第十二願：「願我來世得菩提時，若諸有情貧無衣食，蚊蟲寒熱，晝夜逼惱；若聞我名，專念受持，如其所好，即得種種上妙衣服，亦得一切寶莊嚴具，華鬘塗香，鼓樂眾伎，隨心所翫，皆令滿足。」故修持藥師法門有滿足用物、衣具不缺，資具豐足之功德。

- 寶生如來：手持寶瓶或摩尼珠，象徵能讓信眾滿願、富裕。

- 如意輪觀世音菩薩：《如意輪陀羅尼經》云：「爾時觀自在菩薩摩訶薩。復白佛言世尊。是祕密如意輪陀羅尼。復有二法。一在世間。二出世間。言世間者。所謂誦念課法勝願成就。攝化有情富貴資財」、「世尊此如意輪陀羅尼明。無量功德踰海無極。若比丘比丘尼優婆塞優婆夷童男童女。能依斯法不生疑惑。書寫讀誦常受持者。心有憶持一切事業。皆盡如意得大威德。時諸四部信男信女皆悉愛敬。持明仙王與諸仙眾冥密守護。加祐福事自然成辦。得大尊貴恭敬供養。一切財寶真珠摩尼。金銀琉璃珂貝璧玉。衣服樂具而皆豐足。」
- 準提菩薩：《七俱胝佛母所說准提陀羅尼經》云：「若有修真言之行出家、在家菩薩，誦持此陀羅尼，滿九十萬遍，無量劫造十惡、四重、五無間罪，悉皆消滅，所生之處常遇諸佛菩薩，豐饒財寶常得出家。…又法，若求豐饒財寶者，每日以種種食護摩，得財寶豐饒。」

- 虛空藏菩薩：《虛空藏菩薩經》云：「是虛空藏菩薩摩訶薩。具大慈悲。若有眾生貧窮困苦欲求大富。…欲願多財得已能用。」

- 彌勒菩薩：因其化身為布袋和尚，有招財進寶的意味，為佛教財神之一。

- 摩利支菩薩：能讓信眾滿足願望。另一特色是保佑信眾，不被欺詐金錢或積欠債務，自然變為富裕。

- 大權修利菩薩：是一位山神、海神、財神，相傳為阿育王之第七子，封號「大權修利（理）」，曾護送舍利至中國，後為人尊為「大權修利菩薩」，供奉在浙江定海縣之招寶山，故又稱「招寶七郎」，屬於財神。其經典形象，一手放在額邊作眺望狀，被尊為海神。曹洞宗寺院供此神為伽藍神，此文化傳至日本。

#### 護法
以財神護法來說，比較重要且常見的有如下數尊：

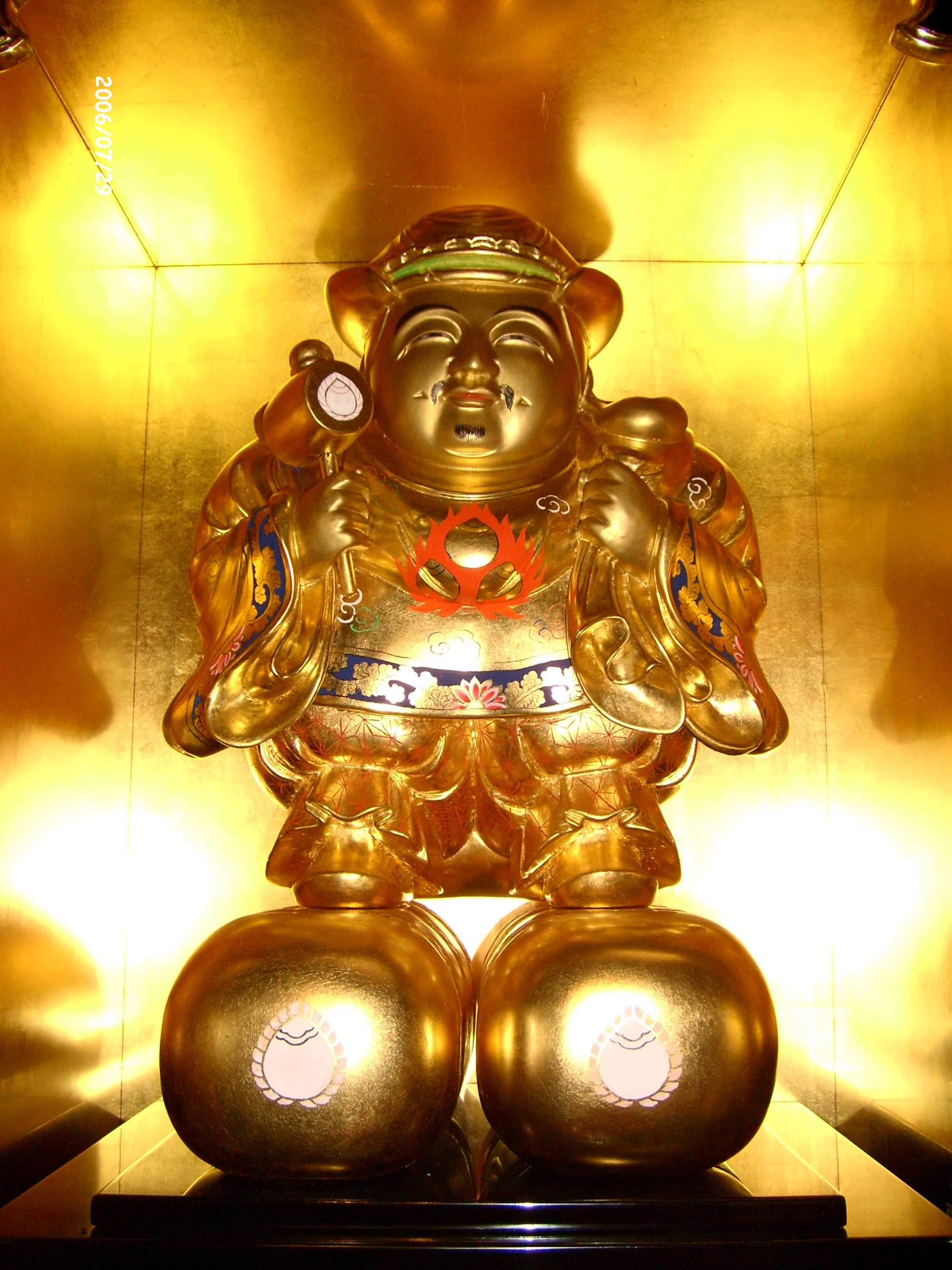
大黑天

- 財寶天王：即四大天王中之北方多聞天王，又稱為毘沙門天。漢傳佛教的多聞天王是戰神形像，被唐朝軍隊奉為戰神獨立供奉。藏傳佛教的多聞天王則具有戰神和財神兩種屬性，有多種形像，一般常見的是身黃色，坐在白色獅子上，身穿戰袍，右手持幢旛，左手持吐寶鼠。他有八位隨從，都是騎馬、身穿戰袍、手持吐寶鼠，稱為八路財神。

- 辯才天：「才」通「財」，所以也做「辯財天」。《金光明最勝王經卷第八》〈大辯才天女品第十五〉云：「爾時，辯才天女即便受請，為說呪曰。……若人欲得最上智，應當一心持此法；增長福智諸功德，必定成就勿生疑。若求財者得多財，求名稱者獲名稱，求出離者得解脫，必定成就勿生疑。」

- 吉祥天女：二十四諸天之一，又稱大功德天或大吉祥天。《金光明最勝王經卷第八》〈大吉祥天女增长财物品第十七〉云：「於時吉祥天女。知是事已便生愍念。令其宅中財穀增長。」《佛說大吉祥天女十二名號經》云：「善男子若有苾芻、苾芻尼、近事男、近事女，諸有情類。知此大吉祥天女十二名號。能受持讀誦修習供養為他宣說。能除一切貧窮業障。獲大富貴豐饒財寶。」

- 堅牢地神：二十四諸天之一，又稱地天、持地神。《金光明最勝王經卷第八》〈堅牢地神品第十八〉云：「爾時堅牢地神白佛言。世尊。我有心呪。能利人天安樂一切。若有男子女人及諸四眾。欲得親見我真身者。應當至心持此陀羅尼。隨其所願皆悉遂心。所謂資財珍寶伏藏。及求神通長年妙藥。并療眾病降伏怨敵制諸異論。」《地藏經》中，佛告堅牢地神︰「汝大神力諸神少及，何以故？閻浮土地悉蒙汝護，乃至草木、沙石、稻麻、竹葦、穀米、寶貝從地而有，皆因汝力。」

- 散脂大將：二十四諸天之一，即僧慎爾耶大將，《金光明最勝王經卷第八》〈僧慎爾耶藥叉大將品第十九〉中講授陀羅尼，並云：「若復有人於此明呪能受持者。我當給與資生樂具飲食衣服花果珍異。或求男女童男童女。金銀珍寶諸瓔珞具。我皆供給隨所願求令無闕乏。」

- 象頭財神：又名象鼻天、部眾主，原為印度的智慧神，後來被視為財神。此尊慈悲心特重，凡來求者，皆滿其願。

- 大黑天：為日本佛教、藏傳薩迦派和香巴噶舉所特別崇奉。

## 习俗

### 迎财神
迎财神在除夕夜，吃完饺子（有些地方称为“财神爷给的元宝”）后等着迎财神。送财神来的是卖财神像的小贩。正月初二还要祭财神，把除夕接的财神像等祭祀后烧掉，祭品多用活鲤鱼和羊肉。当天的午饭则要吃馄饨，称为“元宝汤”。:77
据说除夕夜间财神会在空中飞过，如果财神路过时摇动摇钱树，那么财神的金钱就会被摇下来:88。

### 接财神
正月初五为财神生日，初四时各家会置办酒席，为财神贺岁:78。一些地方信奉五路财神，初五当天接财神会称为“接五路”、“抢路头”:79。

### 送财神
正月初五有送财神的习俗。古时多由穷人戴面具装扮成财神，称为“跳财神”，在主人家门口耍闹，主人必须送上钱财酬谢才会散去。:78

### 财神会
旧时陕西地区正月初六早上，各商家会一起带上香烛、表纸去郊外祭祀，回家时带几块土供在财神像前，寓意“招财进宝”:86-87。
武功县在每年七月二十二日，会在县城财神楼祭拜财神:87。

### 打财神
旧时元宵节在浙江地区的商家会筹钱制作赵公元帅的塑像，然后抬着游街，每经过商家门口，该店家就会点放鞭炮，说是让财神保持头脑清醒，多降一些财气:86。

### 送穷
送穷习俗出现在汉朝，唐朝时期十分盛行，此后逐渐固定在正月二十九日送穷。人们把房间里打扫出来的污垢当作穷神，用纸包好依次在上房、大门前和村口烧掉，表示将穷神送出了家门，一直送到村外。之后要在河边捡一块白色鹅卵石回家，表示带回了钱财。此外还要烧纸车、纸马、纸钱等送穷。:76

### 兜财神
宁波地区旧时商家若一年生意不好，在新春开门后去庙里敬神，遇到僧尼就悄悄把僧尼夹在中间而过，认为财神常附在僧尼身上，这样就能把财神兜过来:87。

### 财神庙会
在北京，正月初二到正月十六为五显财神庙会，正月初二还有广安门外的财神庙会:92-96。

## 外部連結
- 维基共享资源上的相關多媒體資源：財神
- 维基语录上有关楹联/财神的语录
- 维基词典中的词条「財神」